# Пратер
Виенският Пратер (на немски: Prater) е голям обществен парк във 2-ри окръг Леополдщат на Виена, Австрия. Увеселителният парк „Вурстелпратер“ се намира в ъгъл на парка и включва известното Виенско колело.

## История
Местността, която днес заема паркът, се споменава за първи път през 1162 г., когато император Фридрих I дава земята на благородническия род Де Прато. Думата „Пратер“ се използва за първи път през 1403 г., като първоначално се отнася за малък остров в Дунав, а след това включва и околната местност.
Земята често сменя собствеността си, докато император Максимилиан II не я купува през 1560 г., за да я превърне в ловен терен. За да се справи с бракониерството, император Рудолф II забранява влизането в Пратера. На 7 април 1766 г. император Йозеф II прави парка свободен за обществено развлечение и разрешава отварянето на кафенета, което дало началото на „Вурстелпратер“. Продължава да се ловува в Пратера до 1920 г.
През 2004 г. започват големи реконструкции на „Вурстелпратер“. Нова линия на метрото е открита на 11 май 2008 г., която включва 3 спирки по протежение на Пратера.
Общата площ на парка значително намалява с построяването на австрийския национален стадион „Ернст-Хапел-Щадион“ и Южната тангента – най-натоварената магистрала в Австрия.